# Philippodexia sumatrensis
Philippodexia sumatrensis là một loài ruồi trong họ Tachinidae.